# Metadata
Metadata betyder rent språkligt data om data eller information om data. Ursprungligen användes begreppet metainformation, alltså information om information. Normalt används metadata eller metainformation för att beskriva innehållet och/eller strukturen för en viss datasamling ur något perspektiv.

## Användning av metadata
Ett bra exempel på metadata är den kategorisering av alla artiklar som sker på Wikipedia. De problem som stundtals uppstår vid denna kategorisering antyder också komplexiteten i att definiera metadata på ett användbart sätt.
Genom att använda metadata görs uppföljning, tolkning, sökning och sortering enklare och effektivare. En av de vanligaste tillämpningarna är inom dokumentation där metadata används i dokumenthuvuden för att ge svar på sådant som dokumentets författare, namn, titel, identitet, utgåva och datum. Om nämnda metadata till exempel registreras i ett datorsystem ett s.k. PDM-system för dokumentation på ett företag kan sökning och uppföljning göras enklare.

## Några exempel
Några exempel på områden där metadata är ett viktigt begrepp är data warehouse, dokumentation, filsystem, databaser, versionshantering och www (särskilt semantisk webb).
Ett annat sätt är att koppla metadata till en datafil i en dator genom att använda filändelser i filnamnet för att beskriva den typ av data som filen innehåller, då filändelsen i vissa operativsystem används för att avgöra om filen exempelvis är ett datorprogram eller en datafil, och för att identifiera vilket program filen hör samman med.
Metadata kan även lagras inuti en datafil, några exempel på detta är:
- HTML-filer som kan innehålla metadata i så kallade metataggar.
- Musikfiler i MP3-formatet som kan innehålla metadata i ett format kallat ID3.
- Bildfiler som kan innehålla metadata i format som Exchangeable image file format (EXIF) och Tagged image file format (TIFF).

Det första stora området där man har använt särskilda metadatasystem är data warehouse-lösningar. Där används metadata för att dokumentera datainnehåll och för att styra ETL (Extract, transform, load) processer.

## Användning av metadata inom signalspaning
FRAs signalspaning förutsätter tillgång till metadata. I förarbetena till FRA-lagen står det att "[f]ör att Försvarets radioanstalt skall få tillräckliga förutsättningar för att kunna bedriva en effektiv försvarsunderrättelseverksamhet är det följaktligen viktigt att myndigheten har möjlighet att följa förändringar i signalmiljön i omvärlden, vilket bl.a. förutsätter inhämtning av metadata (data om data, såsom till exempel kanalnummer och bärfrekvens)."
Vidare framgår det att sådan information avser trafikdata mellan enskilda privatpersoner: "Emellertid kan det inte uteslutas att verksamheten kan komma att innefatta inhämtning av information, till exempel om mellan vilka viss kommunikation äger rum, som är känslig ur integritetssynpunkt.
Genom avslöjanden i USA har det också framkommit att FRAs amerikanska motsvarighet NSA samlar in metadata, som sparas i den s.k. NSA Call Database. Metadata kan användas för Metadataanalys, dvs. för att kartlägga enskildes kontaktnät, surfvanor eller internettelefonerande, ibland benämnt som sociogram.

## Standarder
Viktiga metadatastandarder med kopplingar till data warehouse och datautbyte är CWM (Common Warehouse Model) och ISO/IEC 11179.
Nationella och internationella statistikbyråer har länge legat långt framme på detta område. Där finns till exempel modeller för utbyte av klassifikationer (CLASET), för utbyte av statistiska tabeller (SDMX) och för arkivering av statistiska data (DDI).